# Социализм с человеческим лицом
«Социали́зм с челове́ческим лицо́м» (чеш. Socialismus s lidskou tváří, словац. Socializmus s ľudskou tvárou) — лозунг, отсылающий к социал-демократической и демократическо-социалистической программе Александра Дубчека и его коллег, согласованной на Президиуме Коммунистической партии Чехословакии в апреле 1968 года, после того как он стал председателем КПЧ в январе 1968 года. Первым автором этого лозунга был Радован Рихта, и это был процесс умеренной демократизации, экономической модернизации и политической либерализации, целью которого было построение развитого и современного социалистического общества, которое ценило демократические чехословацкие традиции, в то же время позволяя Коммунистической партии продолжать править. Социализм с человеческим лицом был ключевой силой в инициировании Пражской весны, периода национальной демократизации и экономической децентрализации, который, однако, был отброшен вторжением стран Варшавского договора в Чехословакию 21 августа 1968 года.
В более широком смысле может означать попытку соединить социалистическую доктрину с элементами демократического общества (демократический социализм).
Источником выражения стала фраза Александра Дубчека, сказанная им 18 июля 1968 года во время выступления по телевидению. В ней он призвал проводить «такую политику, чтобы социализм не утратил своё человеческое лицо». Впрочем, авторство термина «социализм с человеческим лицом» приписывается теоретику технологической эволюции Радовану Рихте, от которого Дубчек будто бы услышал эту фразу.
Предполагают, что Дубчек взял на вооружение идеи американского политолога Артура Хедли (24.06.1924−25.11.2015), автора книги «Человеческое лицо власти» («Power’s Human Face»), вышедшей в 1965 году.